# Marie Ulfers
Marie Ulfers (* 30. Oktober 1888 in Carolinensiel; † 9. August 1960 in Aurich) war eine deutsche Schriftstellerin.

## Leben und Wirken
Marie Ulfers war das sechste Kind des Segelschiffkapitäns Ulrich Hanschen Ulfers. Ihr Vater besaß die Galiot Anna von Carolinensiel, die wie andere Schiffe aus Carolinensiel nach Skandinavien und Südamerika fuhr. Ulfers wohnte lange Zeit in ihrem Elternhaus und zog nach dem Ersten Weltkrieg nach Amsterdam, wo sie mehrere Jahre lebte. Danach ging sie nach Worpswede, wo sie Kontakte zur Kunsthalle Heinrich Vogelers hatte.
1939 zog Ulfers nach Aurich und übernahm während des Krieges die Verwaltung der Bücherei der Bezirksregierung. Während dieser Zeit hatte sie vermutlich Zugang zu einer bedeutenden Bibliothek, die aus dem Nachlass Christoph Friedrich von Derschau stammte. Ulfers starb im August 1960 in Aurich.

## Werke
Ulfers interessierte sich ungewöhnlich für die Geschichte und erwarb viel Wissen mit einem Schwerpunkt im Bereich der Historie Frieslands. Sie begeisterte sich insbesondere für die Lebensläufe bekannter Frauen, die zur Zeit der ostfriesischen Häuptlinge lebten. Ihren künstlerischen Durchbruch hatte sie zu Beginn der 1930er Jahre. Danach entwickelte sie sich zu einer der bekanntesten Heimatschriftstellerinnen der Region.
Ulfers Erfolge begannen 1941 mit dem Roman Ein Mädchen vom Deich. Dieses autobiografische Werk spielte im engeren Umfeld ihres Heimatortes. Auch der Roman Windiger Siel aus dem Jahr 1949 spielte in Carolinensiel. Die Autorin beschrieb darin das Leben der Seefahrer und deren Heimat. Sie baute dabei auf Schilderungen ihres Vaters auf und verarbeitete diese mit Erlebnissen ihrer Familie und der Nachbarschaft zu einem Roman.
Ihre größten Erfolge hatte Ulfers mit zwei plattdeutschen historischen Werken. Anlässlich des 400-jährigen Bestehens der Stadt Jever schrieb sie 1936 ihr Spiel über Maria von Jever. Für das 40-jährige Jubiläum des Leerer Heimatvereins schrieb sie 1949 Fro Foelke. In den Mittelpunkt dieses Werkes stellte sie die grausame Witwe Quade Foelke. Außerdem schuf sie das historische Schauspiel Focko Ukena über den gleichnamigen Häuptling. Die beiden letzten Werke waren sehr erfolgreich auf der niederdeutschen Bühne des Heimatvereins bei den Gallimärkten zu sehen.
Neben den historischen Werken schrieb Ulfers auch niederdeutsche Komödien, mit denen sie überregional erfolgreich war. Eines der ersten erfolgreicheren Stücke war die amüsante Kramvisite, die in Ostfriesland spielte. Eine Hörspielfassung hiervon war 1935 im Hamburger Reichssender zu hören. Zu den weiteren Komödien gehörten Glück dermit, Dat will wi woll kriegen, Dat wille Bloot, Mannlüd sünd Pack (ursprünglich Mannslüd sünd en mall God), De König van Hannover sowie Theda spöölt Börgmester.
Neben den Bühnenstücken verfasste Ulfers zahlreiche historische Skizzen und Aufsätze. Diese erschienen in der Zeitschrift Ostfriesland, im OstfreeslandKalender und weiteren ostfriesischen Kalendern. Hinzu kamen Veröffentlichungen in Tageszeitungen aus Ostfriesland und Jever. Es handelte sich dabei um zahlreiche kürzere Texte über Volks- und Landeskunde, besinnliche Erzählungen von Reisen sowie in geringer Anzahl Gedichte. Darüber hinaus übersetzte Ulfers Werke aus dem Niederländischen, darunter auch von Anne de Vries.

## Hörspiele
- 1954: Wo de Welt to Enn is – Regie: Hans Tügel (Original-Hörspiel – NWDR Hamburg)
- 1957: To froh un to last – Regie: Günter Jansen (Original-Hörspiel – NDR)
- 1959: Vun den Padd af – Regie: Hans Tügel (Original-Hörspiel – NDR)